# تامی بینگ
تامی بینگ (انگلیسی: Tommy Bing; ۲۴ نوامبر ۱۹۳۱ – ۱۸ مهٔ ۲۰۱۵) بازیکن فوتبال اهل بریتانیا بود.
از باشگاه‌هایی که در آن بازی کرده‌است می‌توان به باشگاه فوتبال مارگیت و باشگاه فوتبال تاتنهام هاتسپر اشاره کرد.